# اچ‌ام‌اس کاردیف (دی۱۰۸)
اچ‌ام‌اس کاردیف (دی۱۰۸) (به انگلیسی: HMS Cardiff (D108)) یک کشتی بود که طول آن ۱۲۵ متر (۴۱۰ فوت) بود. این کشتی در سال ۱۹۷۴ ساخته شد.